# Кіккесгаузен
Кіккесгаузен (нім. Kickeshausen) — громада в Німеччині, розташована в землі Рейнланд-Пфальц. Входить до складу району Бітбург-Прюм. Складова частина об'єднання громад Арцфельд.
Площа — 1,53 км2. Населення становить 50 ос. (станом на 31 грудня 2020).